# 訃報 2009年5月
訃報 2009年5月（ふほう 2009ねん5がつ）では、2009年5月中に物故した、又は物故が報じられた人物についてまとめる。

## （1日 - 15日）

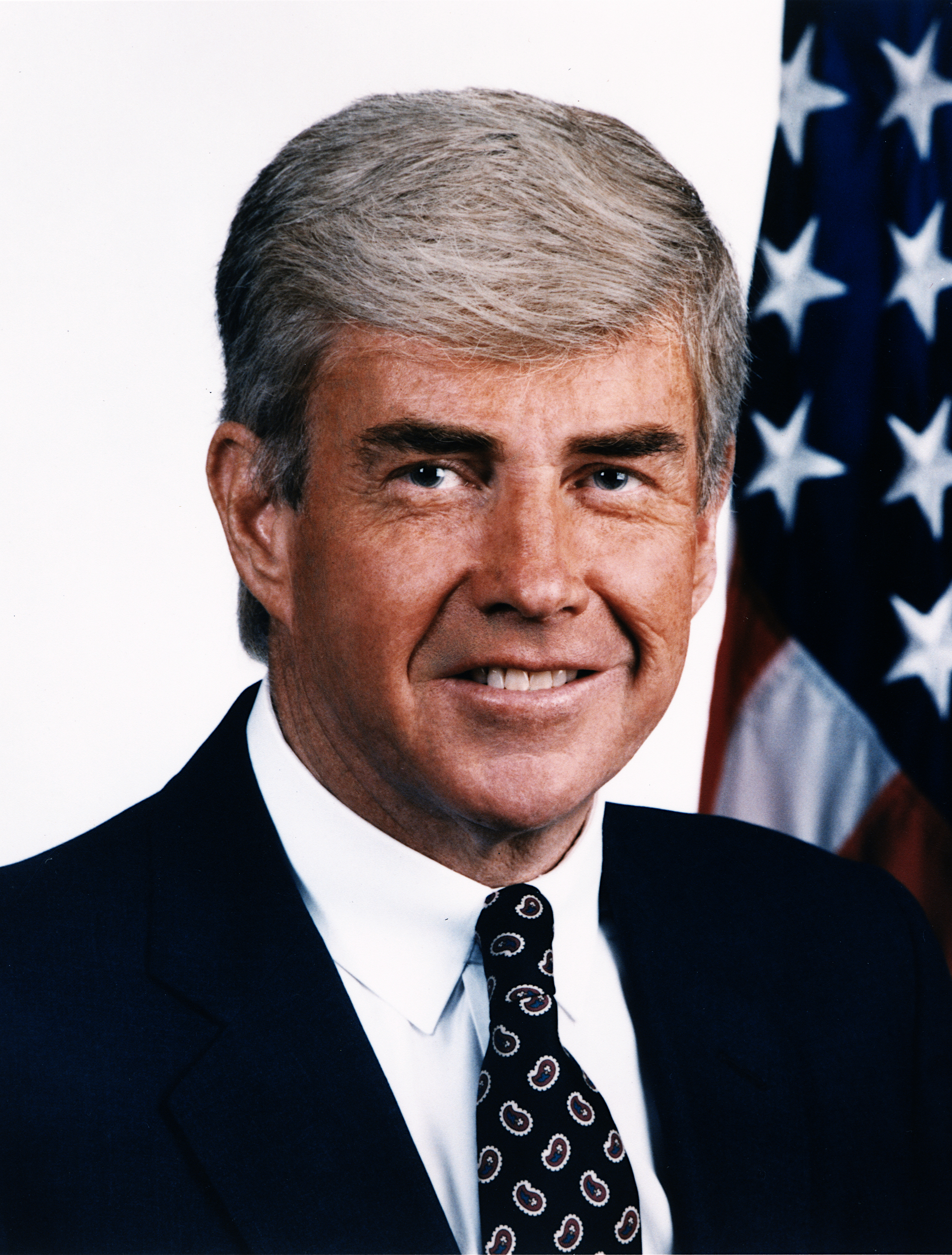
ジャック・ケンプ／5月2日没

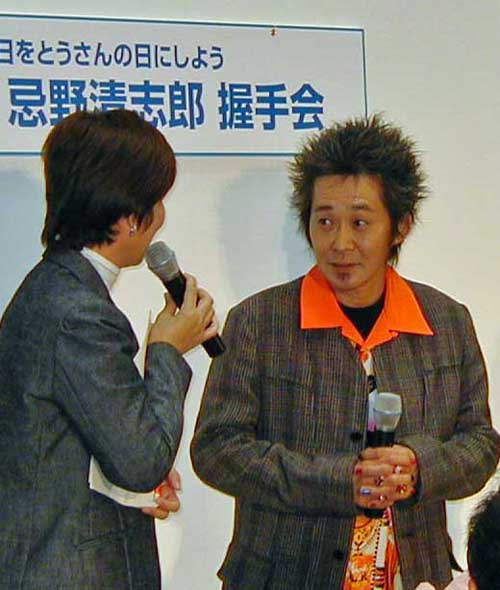
忌野清志郎（右）／5月2日没

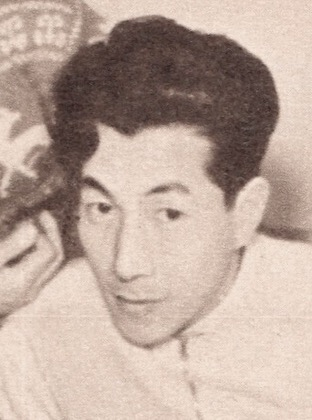
高英男／5月4日没

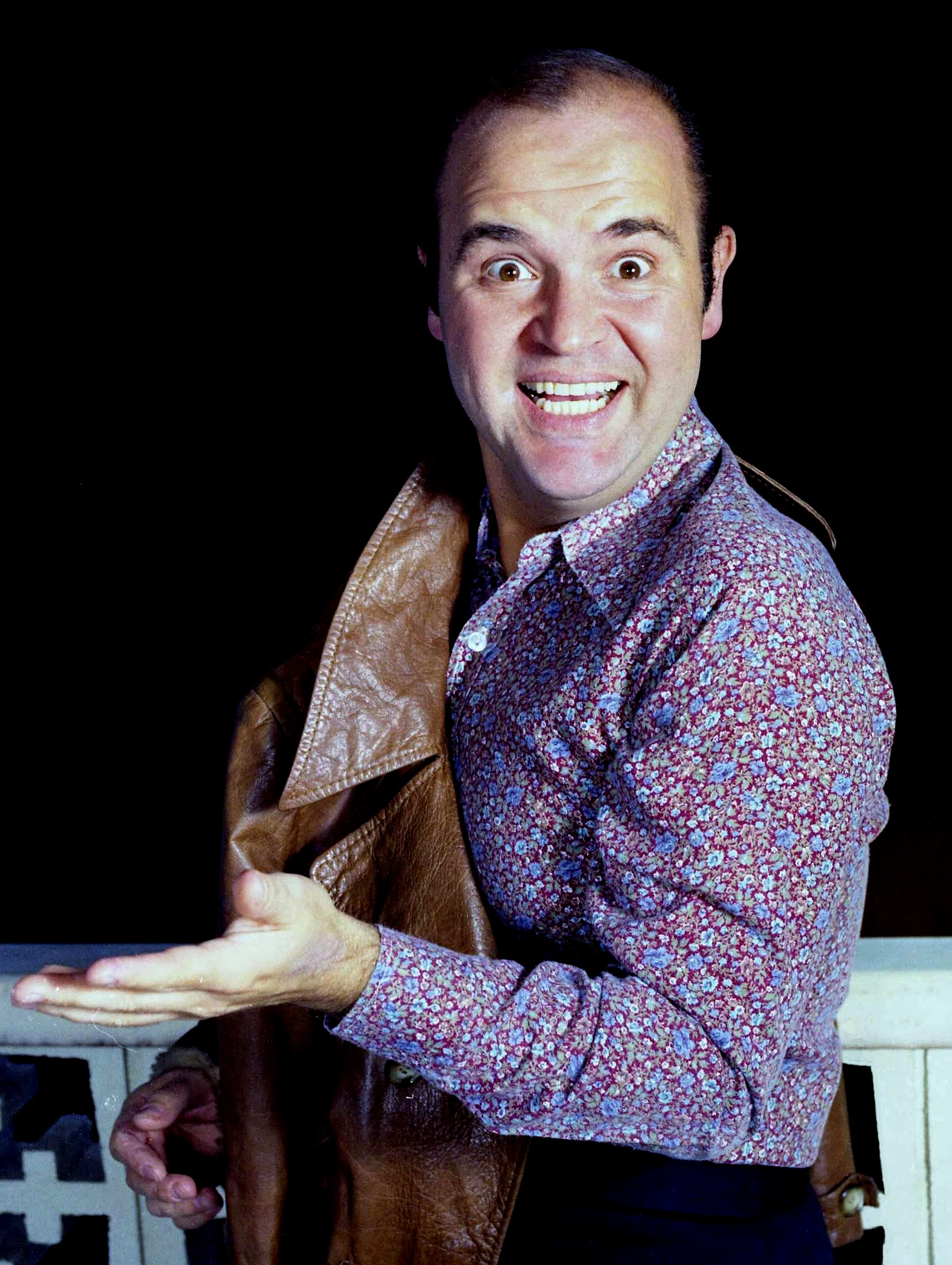
ドム・デルイーズ／5月4日没

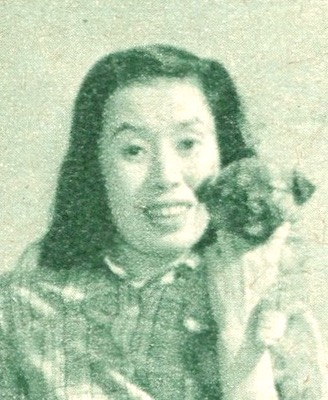
宮操子／5月7日没

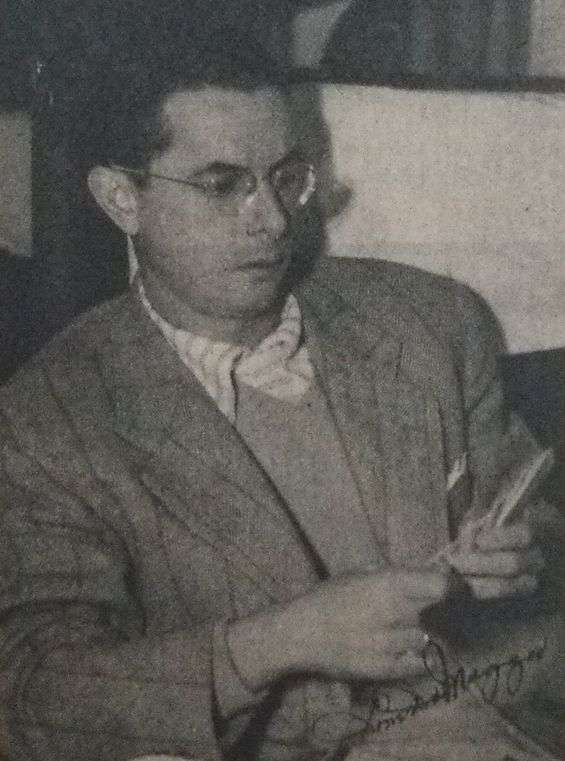
ドム・ディマジオ／5月8日没

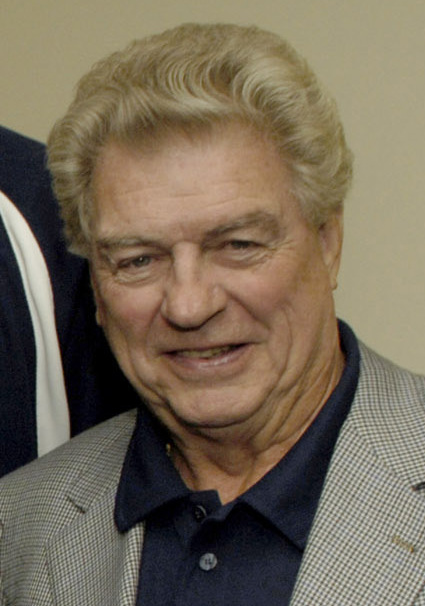
チャック・デイリー／5月9日没

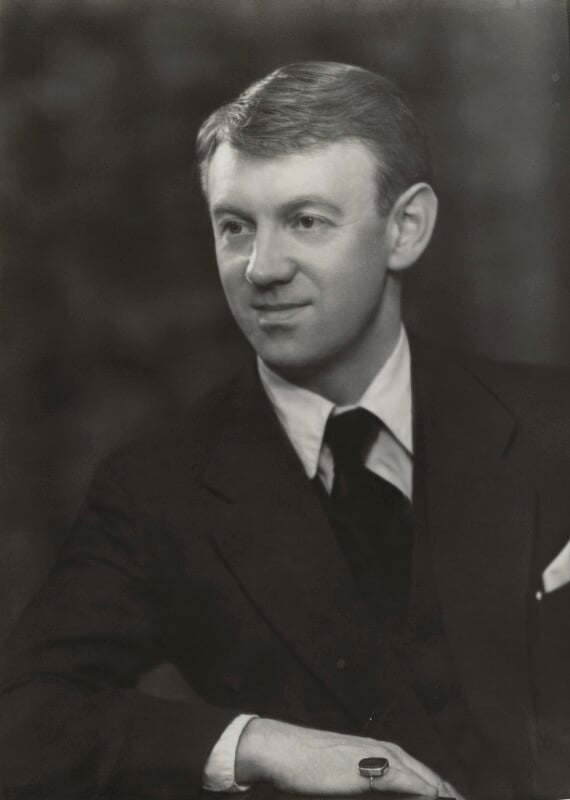
ジェイムズ・カーカップ／5月10日没

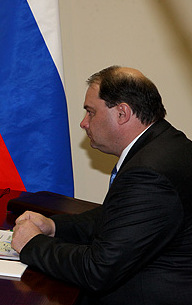
イーゴリ・エシポフスキー／5月10日没

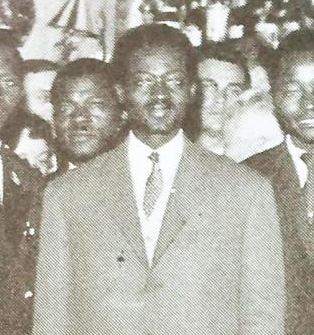
アベル・グンバ／5月11日没

チャウ・セン・コクサル・チュム／5月15日没

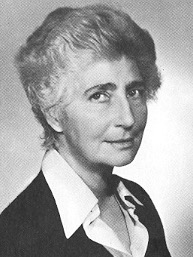
スザンナ・アニェッリ／5月15日没

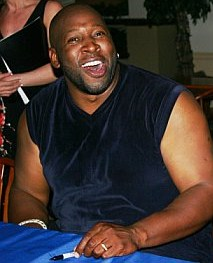
ウェイマン・ティスデイル／5月15日没

- 5月1日 - ダニー・ガンズ（Danny Gans） 、アメリカ合衆国のボードビリアン（* 1956年）
- 5月1日 - デララ・ダラビ、未成年時の殺人で有罪となったイランの人物（* 1986年）
- 5月2日 - ヤヌス・カンバン（Janus Kamban）、フェロー諸島の彫刻家（* 1913年）
- 5月2日 - マリリン・フレンチ（Marilyn French）、アメリカ合衆国の作家（* 1929年）
- 5月2日 - 長尾靖、元毎日新聞写真記者（* 1930年）
- 5月2日 - アウグスト・ボアール（Augusto Boal）、ブラジルの演出家（* 1931年）
- 5月2日 - ジャック・ケンプ、アメリカ合衆国の政治家、元副大統領候補（* 1935年）
- 5月2日 - 忌野清志郎、日本のロックミュージシャン、RCサクセションメンバー（* 1951年）[1]
- 5月2日 - ファトミル・ジンディ（Fatmir Xhindi）、アルバニアの政治家（* 1960年）
- 5月3日 - 中村テル、登山家、日本山岳会名誉会員（* 1904年）
- 5月3日 - 小池和夫、湖池屋創業者（* 1927年）
- 5月3日 - ラム・シェイウォーカー（Ram Shewalkar）、インドのマラーティー語作家（* 1931年）
- 5月3日 - 許淇安（许淇安）、中華香港の行政官（* 1943年）
- 5月3日 - パブロ・リスカノ（Pablo Lizcano）、スペインのジャーナリスト（* 1951年）
- 5月4日 - 小泉謙三、アニメーター（* 1944年）
- 5月4日 - 高英男、シャンソン歌手（* 1918年）
- 5月4日 - フリッツ・ミュラー（Fritz Muliar）、オーストリアの俳優（* 1919年）
- 5月4日 - 金田武、日本の政治家、元北海道紋別市長（* 1922年）
- 5月4日 - ゲルハルト・ブロック（Gerhard Brock）、ドイツの政治家（* 1922年）
- 5月4日 - メーリ・セレ（Meeri Säre）、エストニアのアーティスト（* 1929年）
- 5月4日 - ドム・デルイーズ、アメリカ合衆国の俳優・声優（* 1933年）
- 5月5日 - 奥野善彦、歯学博士（* 1930年）
- 5月5日 - ヴィクトル・オフチャレンコ（Victor Ovcharenko）、ロシアの精神医学者（* 1943年）
- 5月5日 - やまだ紫、漫画家（* 1948年）
- 5月6日 - ヴァレンティン・ヴァレンニコフ（Valentin Varennikov）、ソビエト連邦国防省元次官（* 1923年）
- 5月6日 - レフ・ローセフ（Lev Losev）、ロシアの詩人（* 1937年）
- 5月6日 - イアン・エヴァンス（Ean Evans）、レーナード・スキナードのベーシスト（* 1960年or1961年）
- 5月6日 - ケヴィン・グラブ（Kevin Grubb）、NASCARドライバー（* 1978年）
- 5月7日 - 宮操子、江口隆哉の妻、舞踊家（* 1907年?）
- 5月7日 - ミッキー・キャロル（Mickey Carroll）、アメリカ合衆国の女優（* 1919年）
- 5月7日 - ダニー・オザーク（Danny Ozark）、アメリカ合衆国メジャーリーグベースボール フィラデルフィア・フィリーズ元監督（* 1923年）
- 5月7日 - ロビン・ブラサー（Robin Blaserl）、アメリカ合衆国の詩人（* 1925年）
- 5月8日 - ドム・ディマジオ、アメリカ合衆国メジャーリーグベースボールボストン・レッドソックス元中堅手（* 1917年）
- 5月8日 - 藤沢秀行、囲碁棋士（* 1925年）
- 5月9日 - サハン・ドソヴァ、カザフスタンの史上最高齢者と主張している人物（* 1879年?）
- 5月9日 - アーネスト・ミリントン（Ernest Millington） - イギリスの元国会議員（* 1916年）
- 5月9日 - ヴェネク・シィルハン（Věněk Šilhán）、チェコスロバキアの経済学者、アレクサンデル・ドゥプチェク元秘書官（* 1927年）
- 5月9日 - 渡辺浩二、実業家、中央化学創業者（* 1928年）
- 5月9日 - チャック・デイリー、アメリカ合衆国のバスケットボール指導者（* 1930年）
- 5月9日 - ジャン＝クロード・ヴァン・ゲーンベルゲ（Jean-Claude Van Geenberghe）、ベルギーの障害馬術選手（* 1962年）
- 5月9日 - 大原まゆ、作家（* 1982年）
- 5月10日 - ジェイムズ・カーカップ（James Kirkup）、イギリスの詩人（* 1918年）
- 5月10日 - 上田誠吉、弁護士（* 1926年）
- 5月10日 - 稲垣豊美、日本舞踊稲垣流宗家（* 1929年?）
- 5月10日 - 笠原正行、元東京讀賣巨人軍・大映スターズ投手（* 1933年）
- 5月10日 - 亀井淳、ジャーナリスト、元週刊新潮編集次長（* 1935年）
- 5月10日 - イーゴリ・エシポフスキー、ロシア連邦の政治家、イルクーツク州知事（* 1960年）
- 5月11日 - 本山政雄、日本の政治家、教育学者、元愛知県名古屋市長、名古屋大学名誉教授（* 1910年）
- 5月11日 - 奥村輝之、太陽神戸銀行元頭取（* 1920年）
- 5月11日 - シェーネル・ミハーイ（Schéner Mihály）、ハンガリーの芸術家（* 1923年）
- 5月11日 - アベル・グンバ（Abel Goumba）、中央アフリカの政治家、元首相、副大統領（* 1926年）
- 5月11日 - リタ・アイリーン・クゥイン（Rita Irene Quyn）、スリランカの女優（* 1929年）
- 5月11日 - 三木たかし、作曲家、日本作曲家協会理事長（* 1945年）
- 5月12日 - ハイニ・ヴァルター（Heini Walter）、スイスのF1ドライバー（* 1927年）
- 5月12日 - ロジェ・プランション（Roger Planchon）、フランスの映画監督・俳優（* 1931年）
- 5月12日 - 川野俊一、元アマチュアレスリング選手、元オリンピック日本代表選手（* 1937年）
- 5月12日 - アントニオ・ベガ（Antonio Vega）、スペインのシンガーソングライター（* 1957年）
- 5月13日 - アン・スコット＝ジェイムズ（Anne Scott-James）、イギリスのジャーナリスト（* 1913年）
- 5月13日 - アキッレ・コンパニョーニ（Achille Compagnoni）、イタリアの登山家、K2初登頂者（* 1914年）
- 5月13日 - ドナルド・コードナー（Donald Cordner）、アメリカ合衆国のフットボール選手（* 1922年）
- 5月14日 - セザール・ルミンスキ、フランスのサッカー選手、サッカーフランス代表元選手（* 1924年）
- 5月14日 - ボブ・ロスバーグ（Bob Rosburg）、アメリカ合衆国のプロゴルファー（* 1926年）
- 5月14日 - 堀江史朗、元博報堂副社長（* 1913年）[2]
- 5月15日 - チャウ・セン・コクサル・チュム、カンボジアの政治家、元首相（* 1905年）
- 5月15日 - ヘルヴィ・シピラ（Helvi Sipilä）、フィンランドの政治家、元国際連合事務次長補（* 1915年）
- 5月15日 - スザンナ・アニェッリ（Susanna Agnelli） - イタリアの元外務大臣、作家（* 1922年）
- 5月15日 - カルロス・カスティーリャ・デル・ピノ（Carlos Castilla del Pino）、スペインの精神医学者（* 1922年）
- 5月15日 - チャールズ・"バド"・ティングウェル（Charles "Bud" Tingwell） - オーストラリアの俳優（* 1923年）
- 5月15日 - 田中日佐夫、美術史家、成城大学名誉教授、秋田県立近代美術館名誉館長（* 1932年）
- 5月15日 - チェイフ・ハミドゥ・カーン・マティアラ、セネガルの政治家、軍人（* 1939年）
- 5月15日 - フーベルト・ファン・エス（Hubert van Es）、オランダの従軍カメラマン（* 1941年）
- 5月15日 - ウェイマン・ティスデイル（Wayman Tisdale） - アメリカ合衆国の元プロバスケットボール選手、ミュージシャン（* 1964年）

## （16日 - 31日）

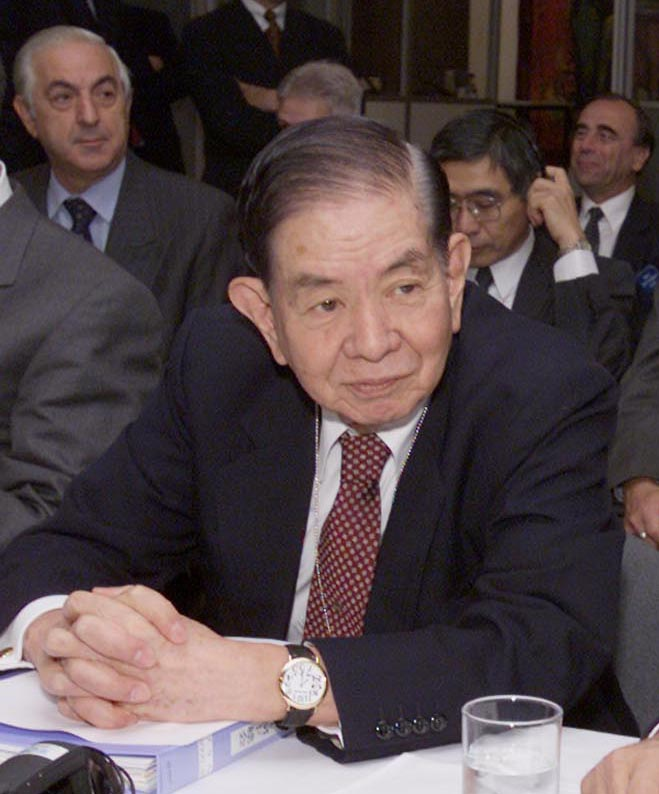
速水優／5月16日没

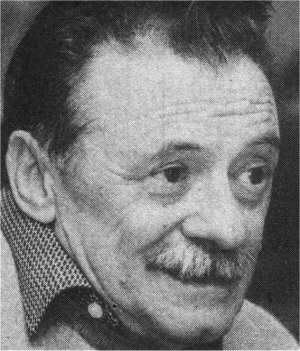
マリオ・ベネデッティ／5月17日没

ヴェルピライ・プラブハカラン／5月18日没

ティライヤムパラム・シヴァネサン／5月18日没

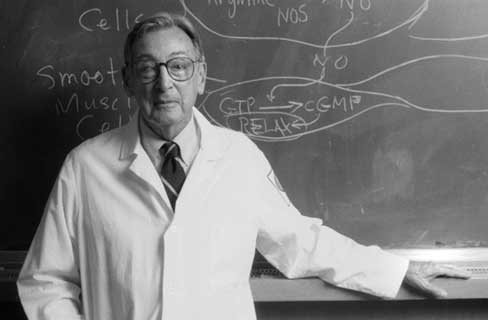
ロバート・ファーチゴット／5月19日没

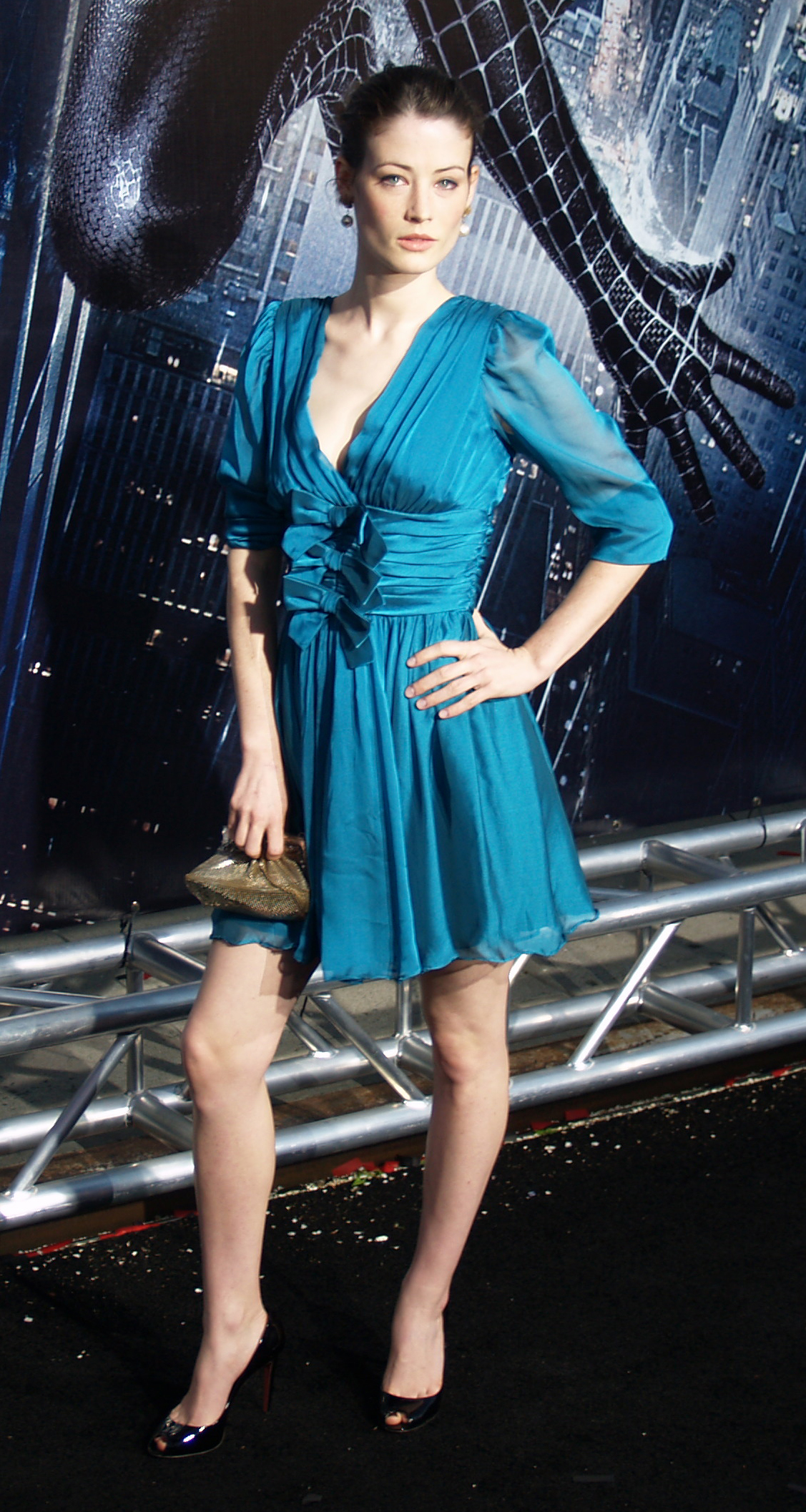
ルーシー・ゴードン／5月20日没

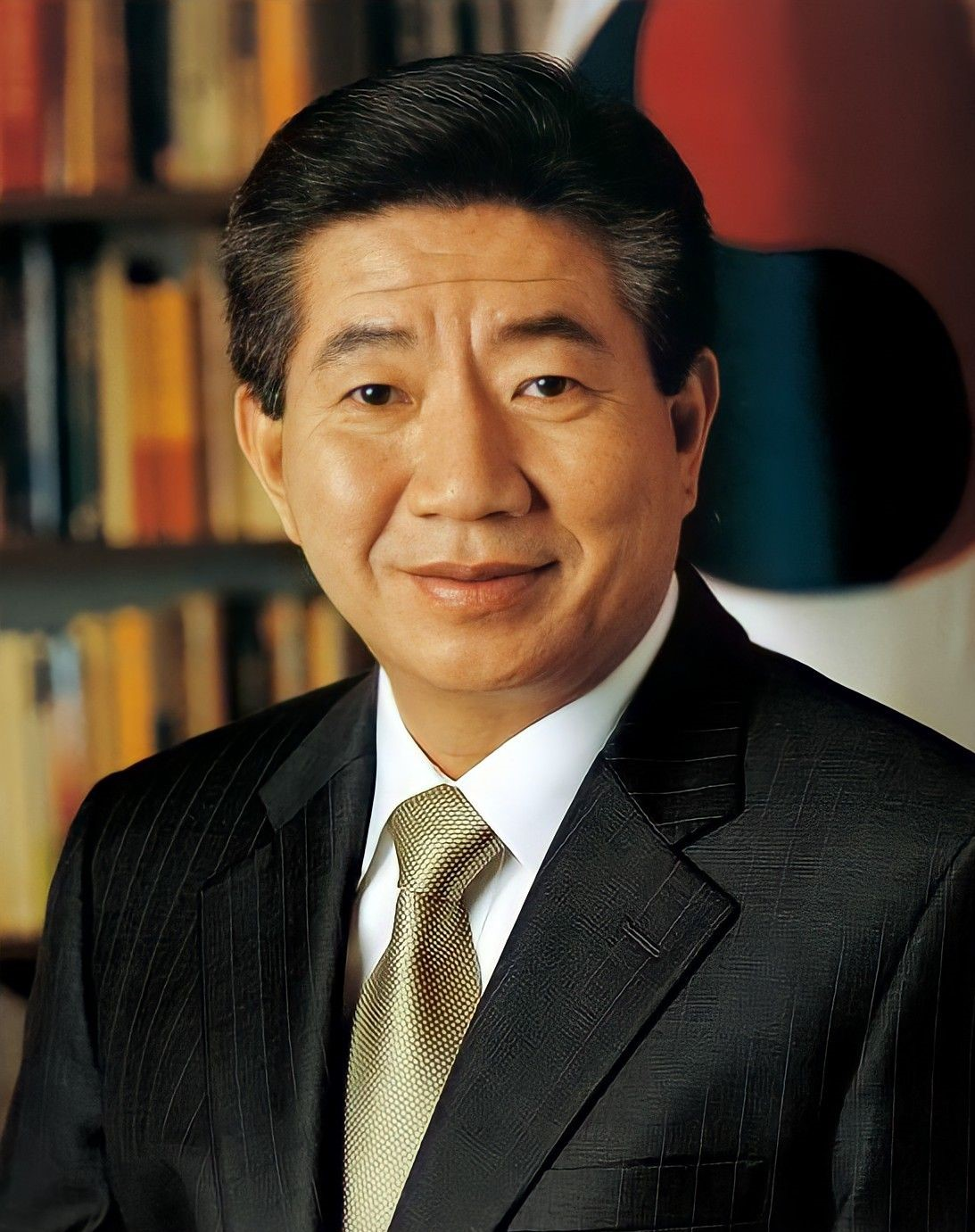
盧武鉉／5月23日没

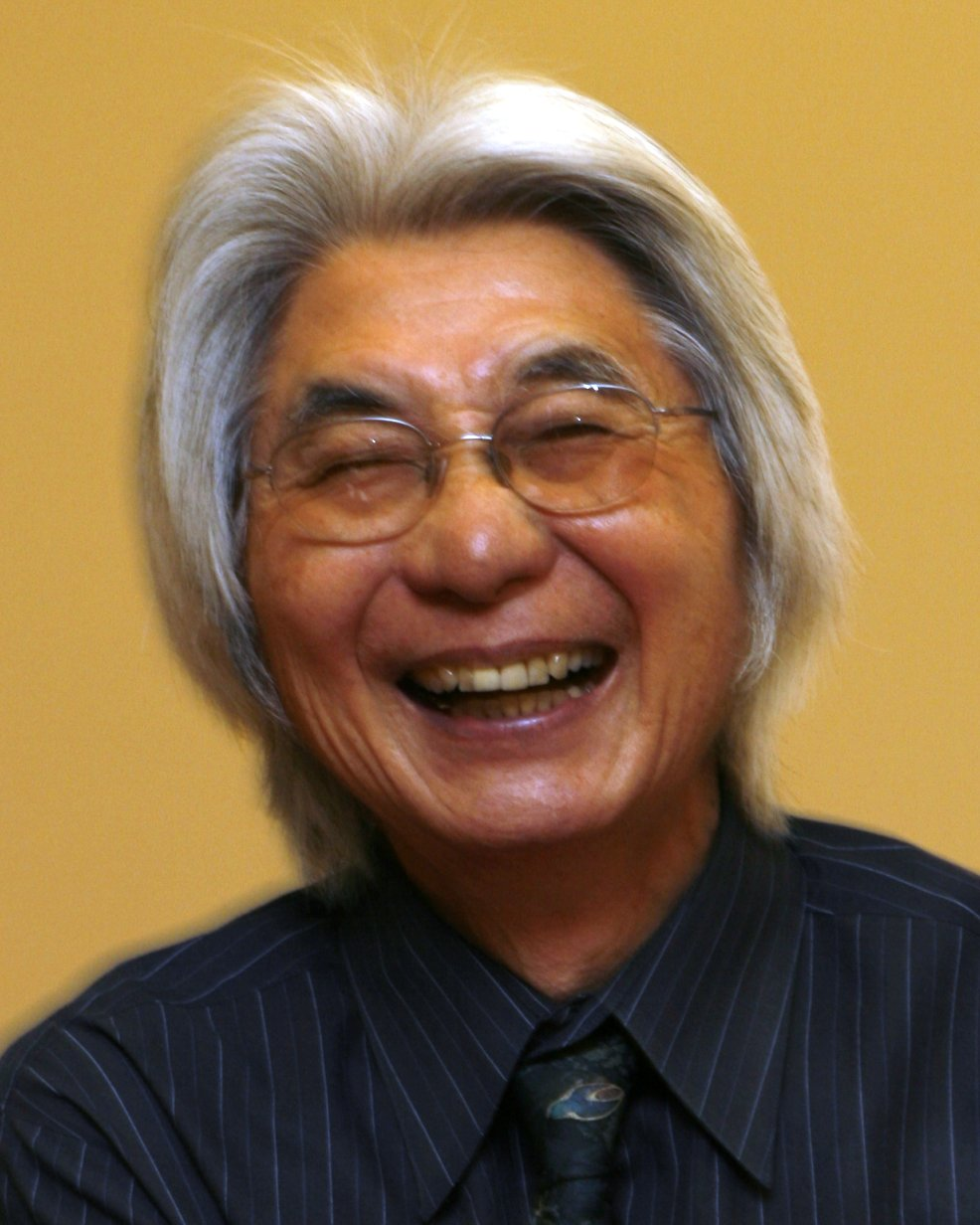
ロナルド・タカキ／5月26日没

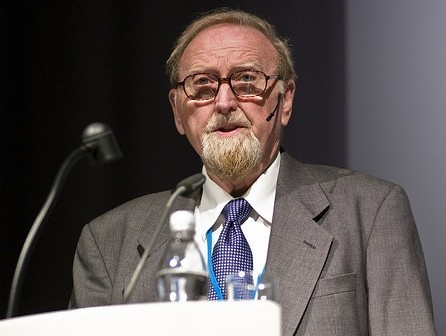
クライヴ・グレンジャー／5月27日没

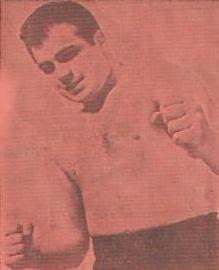
ジョン・トロス／5月28日没

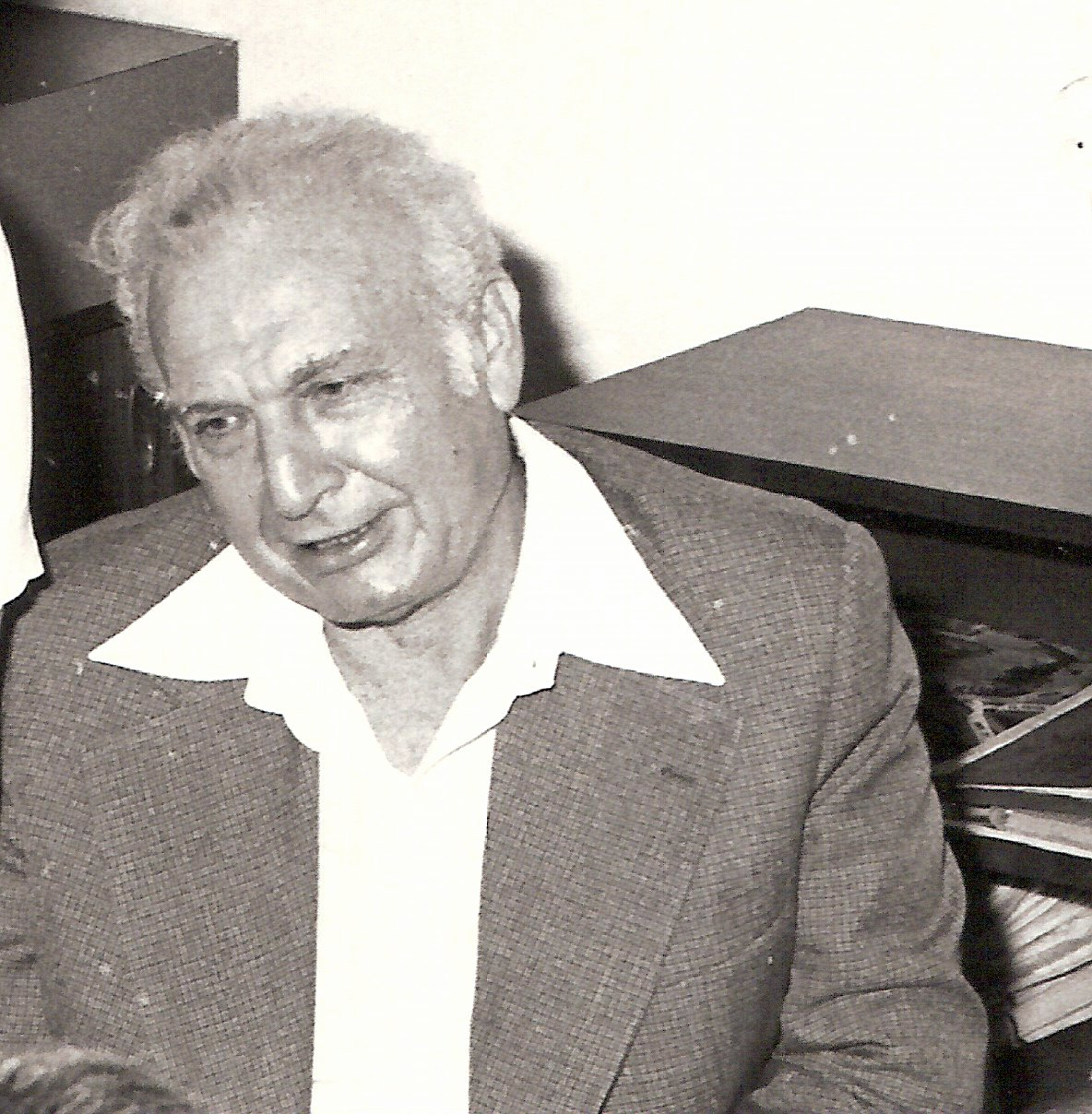
エフライム・カツィール／5月30日没

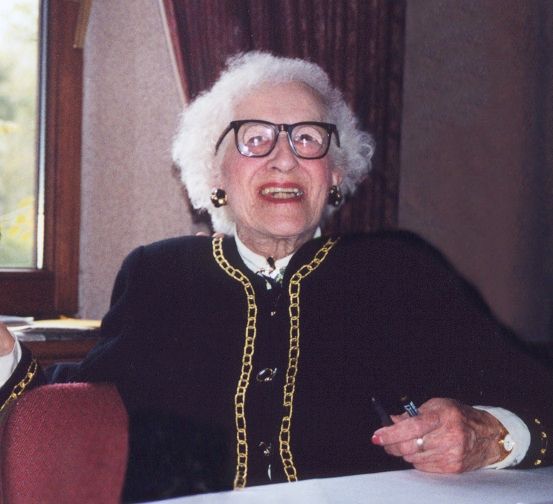
ミルヴィナ・ディーン／5月31日没

- 5月16日 - 滝平二郎、切り絵師（* 1921年）
- 5月16日 - 速水優、日本の銀行家、第28代日本銀行総裁（* 1925年）
- 5月16日 -  五條順教、金峯山修験本宗総本山金峯山寺第28代管領（* 1927年）
- 5月17日 -  松本盛二、九州朝日放送元社長（* 1918年）
- 5月17日 - マリオ・ベネデッティ、ウルグアイのジャーナリスト・小説家・詩人（* 1920年）
- 5月17日 - 宇佐美徹也、日本のスポーツライター、元報知新聞社編集委員、元日本野球機構BISデータ本部長（* 1933年）
- 5月17日 -  頼近美津子、日本放送協会元アナウンサー（* 1955年）
- 5月18日 - ウェイン・オールウィン、アメリカ合衆国の声優、ウォルト・ディズニー・カンパニーの音響効果担当（* 1947年）
- 5月18日 - ヴェルピライ・プラブハカラン、タミル・イーラム解放のトラ首領（* 1954年）
- 5月18日 - ティライヤムパラム・シヴァネサン、スリランカのテロ組織タミル・イーラム解放のトラ海上部隊、シー・タイガー司令官（* 1963年）
- 5月18日 - ダラー（Dolla）、アメリカ合衆国のラッパー（* 1987年）
- 5月19日 - ロバート・ファーチゴット、アメリカ合衆国の化学者（* 1916年）
- 5月19日 - 太田竜、日本の革命思想家、政治活動家、陰謀論者、評論家（* 1930年）
- 5月19日 - ニコラス・モー（Nicholas Maw）、イギリスの作曲家（* 1935年）
- 5月20日 - 近藤摂南、書家（* 1922年）
- 5月20日 - アーサー・エリクソン（Arthur Erickson）、カナダの建築家、都市計画家（* 1924年）
- 5月20日 - アラン・ケリー・シニア（Alan Kelly Sr.）、アイルランドのサッカー選手、元アイルランド国家代表（* 1936年）
- 5月20日 - オレグ・ヤンコフスキー（Oleg Yankovsky）、ロシアの俳優（* 1944年）
- 5月20日 - ルーシー・ゴードン、イングランドの女優（* 1980年）
- 5月21日 - ロベルト・ミュラー（Robert Müller）、ドイツのアイスホッケー選手（* 1980年）
- 5月22日 - 古賀磯次、ヤクザ、道仁会初代会長（* 1934年）
- 5月22日 - 三遊亭生之助、日本の落語家（* 1935年）
- 5月22日 - 呂運計、大韓民国の女優（* 1940年）
- 5月23日 - 盧武鉉、大韓民国の政治家、弁護士、第16代大統領（* 1946年）
- 5月23日 - 宮下誠、美術史学者（* 1961年）
- 5月23日 - 坂西伊作、映像プロデューサー（*1957年）
- 5月24日 - 大野博子、近鉄パールス元スタジアムアナウンサー（* 1950年）
- 5月25日 - ハーコン・リーエ（Haakon Lie）、ノルウェー労働党元第一書記（* 1905年）
- 5月25日 - アモス・エロン（Amos Elon）、イスラエルのジャーナリスト（* 1926年）
- 5月26日 - 丁聡（丁聪）、中華人民共和国の漫画家（* 1916年）
- 5月26日 - 石川松太郎、教育学者（* 1925年）
- 5月26日 - ロナルド・タカキ、歴史学者・民俗学者（* 1939年）
- 5月26日 - 栗本薫（中島梓）、日本の小説家、タレント（* 1953年）
- 5月26日 - マーカ・テンドー、奇術師（* 1960年）
- 5月27日 - 石本美由起、日本の作詞家（* 1924年）
- 5月27日 - クライヴ・グレンジャー、イギリスの経済学者（* 1934年）
- 5月27日 - アモ・ババ（Ammo Baba）、イラクのサッカー選手、元同国代表監督（* 1934年）
- 5月27日 - ジェラール・ジャン＝ジュスト、ハイチのカトリック司祭（* 1947年）
- 5月28日 - エルコーレ・ラビッティ（Ercole Rabitti） - イタリアのサッカー選手・監督（* 1921年）
- 5月28日 - ジョン・トロス、カナダのプロレスリング選手、第5代ユナイテッド・ナショナル・ヘビー級王者（* 1930年）
- 5月29日 - レジナルド・ゴリッジ、地理学者（* 1937年）
- 5月29日 - 黒田恭一、音楽ライター（* 1938年）
- 5月29日 - カリーヌ・リュビ、フランスのスノーボード選手、長野オリンピック金メダリスト（* 1978年）
- 5月30日 - エフライム・カツィール、イスラエル元大統領（* 1916年）
- 5月30日 - トルステン・アンデルソン、画家（* 1926年）
- 5月31日 - ミルヴィナ・ディーン、タイタニック号乗客最後の生き残り（* 1912年）
- 5月31日 - ダニー・ラ・ルー（Danny La Rue）、アイルランドの俳優（* 1927年）
- 5月31日 - カマラ・スライヤ（Kamala Surayya）、インドの詩人・短編小説家（* 1934年）
- 5月31日 - ヴャチェスラフ・ネヴィンヌイ（Vyacheslav Nevinny）、ロシアの俳優（* 1934年）